# 深水六郎

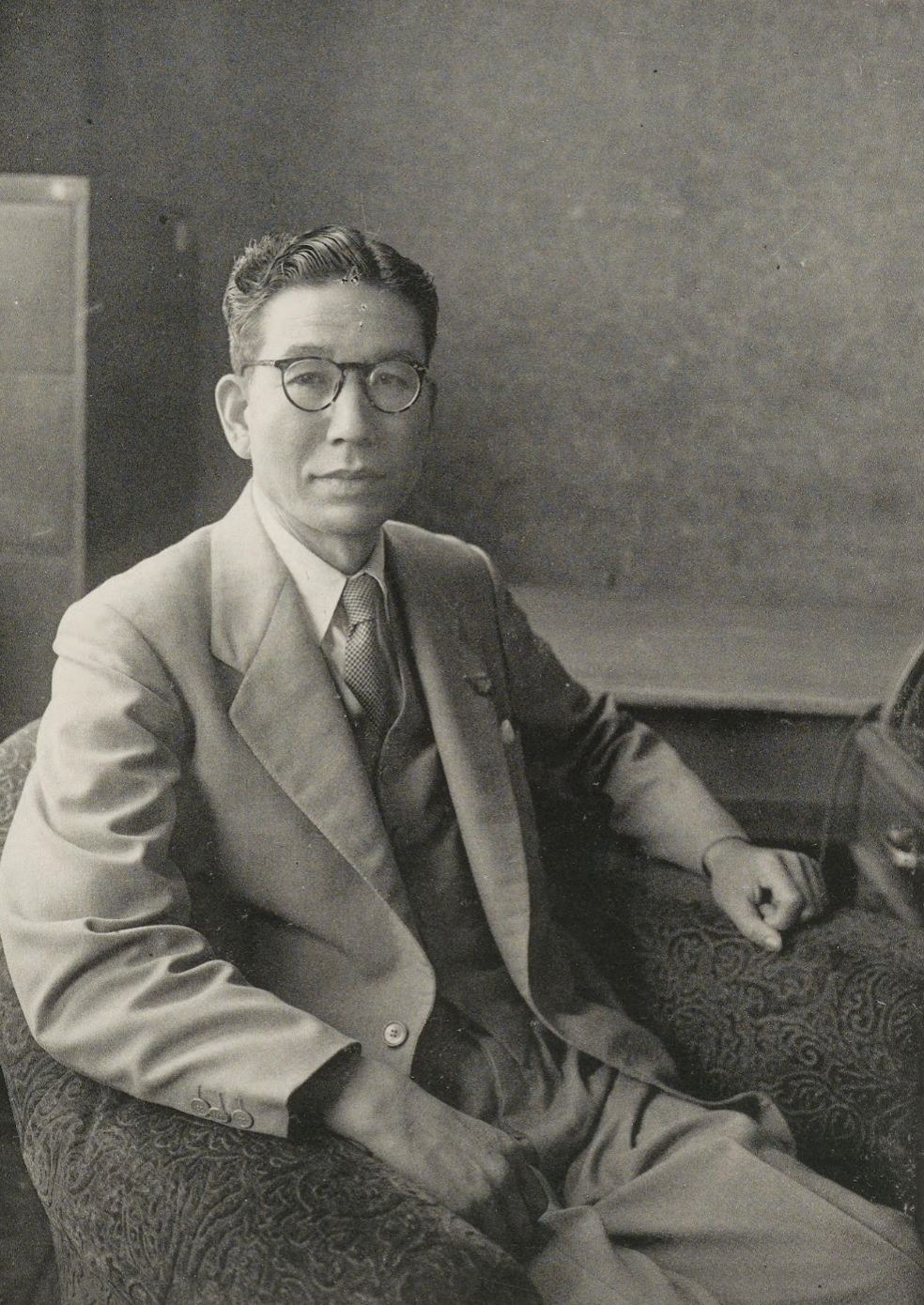
1953年

深水 六郎（ふかみ ろくろう、1901年11月19日 - 1995年1月4日）は、日本の政治家、逓信官僚、実業家。参議院議員（2期）、熊本放送取締役、日本民間放送連盟副会長、熊本県経営者協会会長。

## 経歴
- 1901年（明治34年）11月19日-現在の熊本県水俣市で生まれる。
- 1919年（大正8年）-熊本県立中学済々黌卒業
- 1922年（大正11年）-第七高等学校造士館卒業
- 1925年（大正14年）-東京帝国大学法学部卒業後、逓信省入省
- 1943年（昭和18年）12月-仙台逓信局長
- 1945年（昭和20年）5月-退官
- 1947年（昭和22年）-第1回参議院議員通常選挙熊本県選挙区初当選（日本自由党、任期3年）
- 1948年（昭和23年）-参議院通信委員会委員長
- 1949年（昭和24年）-第2回参議院議員通常選挙当選（自由党）
- 1952年（昭和27年）-参議院建設委員会委員
- 1953年（昭和28年）-第5次吉田内閣経済審議政務次官
- 1956年（昭和31年）
  - 7月-第4回参議院議員通常選挙落選（自由民主党）
  - 8月-運輸審議会委員
- 1958年（昭和33年）-ラジオ熊本代表取締役社長就任
- 1961年（昭和36年）-社名変更により熊本放送代表取締役社長となる
- 1963年（昭和38年）-日本民間放送連盟理事
- 1965年（昭和40年）-日本民間放送連盟副会長（-1966年）[1]
- 1972年（昭和47年）-勲二等旭日重光章受章（勲四等からの昇叙）[2]
- 1973年（昭和48年）-済々黌同窓会会長
- 1976年（昭和51年）-前島賞受賞（事業業績）[3]
- 1978年（昭和53年）-熊本放送代表取締役会長就任
- 1985年（昭和60年）-熊本県近代功労者顕彰
- 1988年（昭和63年）-熊本放送取締役最高顧問就任
- 1992年（平成4年）-熊本放送取締役退任
- 1995年（平成7年）1月4日-死去、93歳。死没日をもって従四位から正四位に叙される[4]。
- 1996年（平成8年）-マスコミ功労者顕彰（放送功労者部門）[5]
- 2001年（平成13年）-民間放送功労者顕彰